# DoReDoS
DoReDos moldáv együttes,
Rîbnița városából.
Az együttes képviselte Moldovát a 2018-as Eurovíziós Dalfesztiválon, Lisszabonban, a My Lucky Day című dallal.  A második elődöntőből harmadikként jutottak tovább a döntőbe. A május 12-én megtartott fináléban 209 pontot értek el, így a 10. helyen végeztek.

## Tagok
- Marina Djundiet
- Eugeniu Andrianov
- Sergiu Mita

## Diszkográfia
Kislemezek
- 2015 - Maricica
- 2016 - FunnyFolk
- 2018 - My Lucky Day